# Caballito
Caballito è un quartiere della capitale argentina Buenos Aires.

## Geografia
Caballito confina a nord con Villa Crespo, ad est con Almagro e Boedo, a sud con Parque Chacabuco e Flores e Villa General Mitre ad ovest.

## Storia
Il nome deriva dall'insegna, che riproduceva un cavallo, di una locanda aperta nel 1821 da Nicolás Vila. L'arrivo della ferrovia nel 1857 e la vicinanza con la capitale favorirono una rapida urbanizzazione della zona, fino ad allora caratterizzata da poche fattorie e tenute estive.

## Monumenti e luoghi d'interesse
- Parco del Centenario
- Parco Rivadavia
- Mercado del Progreso

## Cultura

### Istruzione

#### Musei
- Museo di scienze naturali Bernardino Rivadavia

## Infrastrutture e trasporti

### Strade
La principale arteria che attraversa il quartiere da est ad ovest è l'avenida Rivadavia.

### Ferrovie
Il quartiere è servito dalla stazione di Caballito della linea suburbana Sarmiento.
Caballito è servito dalle stazioni Río de Janeiro, Acoyte, Primera Junta e Puán della linea A e Avenida La Plata e José Maria Moreno della linea E della metropolitana di Buenos Aires.

## Sport
La principale società calcistica attiva nel barrio è il Club Ferro Carril Oeste, che disputa le sue partite interne presso lo stadio Arquitecto Ricardo Etcheverri situato anch'esso a Caballito.